# Платамон
Платамон (греч. Πλαταμών ή Πλαταμώνας) — малый город в Греции в южной части Пиерии. Административно относится к общине Дион-Олимбос в периферийной единице Пиерия в периферии Центральная Греция. Город расположен на высоте 10 метров над уровнем моря, у подножья горы Олимп, на западном берегу залива Термаикос, к востоку от села Панделеимон, к северо-западу от мыса Платамон. Площадь 8,422 квадратных километров. Население 2013 человек по переписи 2011 года.

## История
Железнодорожная станция Платамон (Σιδηροδρομικός Σταθμός Πλαταμώνος) создана в 1920 году. В 1940—1951 гг. населённый пункт назывался Сидиродромикос-Статмос (Σιδηροδρομικός Σταθμός — «Железнодорожная станция»), в 1951—1961 гг. —  Статмос (Σταθμός — «Станция»). В 1961 году (ΦΕΚ 213Α) населённый пункт был переименован в Платамон.
Сообщество Платамон (Κοινότητα Πλαταμώνος) создано в 1918 году (ΦΕΚ 152Α). Сообщество Статмос (Κοινότητα Σταθμού) создано в 1959 году (ΦΕΚ 222Α). В 1961 году (ΦΕΚ 213Α) сообщество Платамон переименовано в Панделеимон, а сообщество Статмос — в Платамон.

## Транспорт
С 1960 года город связан с остальной Грецией Национальной дорогой 1, которая проходит западнее города. В середине 1990-х годов автодорога была модернизирована и стала частью автомагистрали 1 и европейского маршрута E75. Город связан регулярным автобусными маршрутами с Катерини, а с железнодорожной станции «Неи-Пори» отправляется три поезда ежедневно в Салоники и Афины. Железнодорожная станция расположена в Неи-Пори. Железнодорожная линия Неи-Пори — Платамон — Лептокарья  с остановкой в Платамоне закрыта в 2004 году.

## Население
| Год  | Население, человек |
| ---- | ------------------ |
| 1991 | 1487               |
| 2001 | 1996               |
| 2011 | ↗2013              |